# Friedrich Voss (civilingeniør)
Friedrich Voss (født 7. juli 1872, død 3. marts 1953 ) var en tysk civilingeniør uddannet på Braunschweig Teknologiske Universitet.

## Biografi
Voss blev født i Calvörde i Sachsen-Anhalt. Som civilingeniør begyndte hans karriere ved forvaltningen for kommunale vandløb i Hamburg-Harburg. I 1903 blev Voss teknisk assistent i Ministeriet for Offentlige Arbejder, i 1908 udnævnt som chef for det nyoprettede kontor for brobyggeri ved det Kejserlige Kanalkontor; som følge af udvidelserne af hvad dengang hed Kejser Wilhelmkanalen. Voss designede og udviklede i alt tre viadukter over Kielerkanalen: Højbroerne i Holtenau (1912-1992), Rendsborg (1913) og Hochdonn (1919). I 1923 trak Voss sig af helbredsmæssige årsager fra den offentlige tjeneste og grundlagde en ingeniørvirksomhed i Kiel sammen med to af sine kolleger.
Ud over viadukterne over Kielerkanalen har Voss designet adskillige andre broer, f.eks Rendsborg Svingbro over Kielerkanalen (blev lukket 1961), en vejbro over Ejderen i Frederiksstad, en klapbro over Ejderen i Lexfähre, en klapbro i Duisburg, en kombineret vej-og jernbanebro over Rethe i Hamborg, og en bro over Rhinen i Krefeld-Uerdingen.
I 1922 blev Friedrich Voss tildelt en æresdoktorgrad ved Braunschweig Teknologiske Universitet. Han døde i Kiel den 3. marts 1953, og dagen efter hans død blev han tildelt Bundesverdienstkreuz. Voss ligger begravet på Eichhof Parkkirkegård i Kronshagen.